# Petra Piuk
Petra Piuk (* 1975 in Güssing) ist eine österreichische Schriftstellerin.

## Leben
Petra Piuk wuchs die ersten zwei Jahre in Kukmirn auf, bevor die Familie nach Wien übersiedelte. Sie absolvierte eine Schauspielausbildung und studierte Germanistik an der Universität Wien. 2012/13 absolvierte sie die Leondinger Akademie für Literatur. 
2016 erschien ihr Romandebüt „Lucy fliegt“, für das sie ein Projekt-Stipendium des Bundeskanzleramtes erhielt. Das Buch beschäftigt sich mit Scheinwelten und Doku-Soaps und wurde mit der Buchprämie der Stadt Wien ausgezeichnet. Im Oktober 2016 wurde sie mit dem mit 2500 Euro dotierten Literaturpreis des Landes Burgenland für ihre Kurzgeschichte Kinderbauernhof ausgezeichnet. Beim Literaturwettbewerb Floriana war sie 2016 Finalistin.
2017 wurde mit Toni und Moni oder: Anleitung zum Heimatroman ihr zweiter Roman veröffentlicht. Weitere Arbeiten erschienen unter anderem in den Literaturzeitschriften kolik, & Radieschen, Die Rampe, Driesch und Keine Delikatessen. Mit ihren Arbeiten wurde sie unter anderem zu den Literaturfestivals O-Töne (2016) und Sprachsalz (2017) eingeladen. Petra Piuk lebt und arbeitet in Wien. Als Fernsehredakteurin war sie im Doku-Soap-Bereich tätig.
Für die Theaterinitiative Burgenland schrieb sie 2018 das Stück Talkshow 1933. Und welche Augenfarbe haben Sie? auf Grundlage der Protokolle der sogenannten Zigeunerkonferenz 1933 mit ranghohen Beamten und Politikern.

## Publikationen (Auswahl)
- 2016: Lucy fliegt, Roman, Kremayr & Scheriau, Wien 2016, ISBN 978-3-218-01026-9
- 2017: Toni und Moni oder: Anleitung zum Heimatroman, Kremayr & Scheriau, Wien 2017, ISBN 978-3-218-01079-5
- 2020: Wenn Rot kommt, mit Fotografien von Barbara Filips, Kremayr & Scheriau, Wien 2020, ISBN 978-3-218-01227-0
- 2022: Rotkäppchen rettet den Wolf: Ein Nicht-Märchen, mit Illustrationen von Gemma Palacio, Leykam, Graz 2022, ISBN 978-3-7011-8229-9[9]
- 2023: Josch der Froschkönig: ein Nicht-Märchen, mit Illustrationen von Gemma Palacio, Leykam, Graz 2023, ISBN 978-3-7011-8285-5[10]
- 2024: Schneewittchen pfeift auf Prinzessin: Ein Nicht-Märchen, mit Illustrationen von Gemma Palacio, Leykam, Graz 2023, ISBN 978-3-7011-8317-3
- 2024: Die Liebe der Korallen: Kleines Archiv des Verschwindens mit Bastian Schneider, Sonderzahl, Wien 2025, ISBN 978-3-85449-661-8

## Auszeichnungen (Auswahl)
- 2016: Literaturpreis des Landes Burgenland für Kinderbauernhof[5]
- 2016: Buchprämie der Stadt Wien für Lucy fliegt[6]
- 2018: Literaturpreis Wortmeldungen für Toni und Moni oder: Anleitung zum Heimatroman (Textauszug aus dem gleichnamigen Roman)[11][12]
- 2018: Literaturpreis Alpha – Nominierung für Toni und Moni (Finalistin)[13]
- 2019: Hausacher Leselenz – Stadtschreiber[14]
- 2021: Haymon Achensee LiteraTour Aufenthaltsstipendium[15]
- 2024: Österreichischer Kinder- und Jugendbuchpreis für Josch, der Froschkönig. Ein Nicht-Märchen[16][17][18]

## Filmografie
- 2005: Ainoa